# México na Copa do Mundo FIFA de 2014
A Seleção Mexicana de Futebol foi uma das 32 participantes da Copa do Mundo FIFA de 2014, realizada no Brasil.

## Classificação
| Pos | Equipe     | Pts | J | V | E | D | GP | GC | SG | Classificado      |
| --- | ---------- | --- | - | - | - | - | -- | -- | -- | ----------------- |
| 1   | Brasil (H) | 7   | 3 | 2 | 1 | 0 | 7  | 2  | +5 | Fase eliminatória |
| 2   | México     | 7   | 3 | 2 | 1 | 0 | 4  | 1  | +3 | Fase eliminatória |
| 3   | Croácia    | 3   | 3 | 1 | 0 | 2 | 6  | 6  | 0  | Eliminado         |
| 4   | Camarões   | 0   | 3 | 0 | 0 | 3 | 1  | 9  | −8 | Eliminado         |

## Primeira fase
Sorteada no grupo A, o México enfrentou as seleções de Camarões, do Brasil e da Croácia.
| 13 de junho   | México      | 1 – 0     | Camarões | Arena das Dunas, Natal                     |
| 13:00 (UTC−3) | Peralta 61' | Relatório |          | Público: 39 216 Árbitro: COL Wilmar Roldán |

| México | Camarões |

| MÉXICO:        |    |                     |     |       |
|                |    |                     |     |       |
| GR             | 13 | Guillermo Ochoa     |     |       |
| ZA             | 2  | Francisco Rodríguez |     |       |
| ZA             | 4  | Rafael Márquez      |     |       |
| ZA             | 15 | Héctor Moreno       | 57' |       |
| AD             | 22 | Paul Aguilar        |     |       |
| AE             | 7  | Miguel Layún        |     |       |
| VO             | 23 | José Juan Vázquez   |     |       |
| MC             | 6  | Héctor Herrera      |     | 90+1' |
| MC             | 18 | Andrés Guardado     |     | 69'   |
| AT             | 10 | Giovani dos Santos  |     |       |
| AT             | 19 | Oribe Peralta       |     | 74'   |
| Substituições: |    |                     |     |       |
| MC             | 8  | Marco Fabián        |     | 69'   |
| AT             | 14 | Javier Hernández    |     | 74'   |
| ZA             | 3  | Carlos Salcido      |     | 90+1' |
| Treinador:     |    |                     |     |       |
| Miguel Herrera |    |                     |     |       |

| CAMARÕES:      |    |                          |     |     |
|                |    |                          |     |     |
|                |    |                          |     |     |
| GR             | 16 | Charles Itandje          |     |     |
| LD             | 4  | Cédric Djeugoué          |     | 46' |
| ZA             | 3  | Nicolas N'Koulou         |     |     |
| ZA             | 14 | Aurélien Chedjou         |     |     |
| LE             | 2  | Benoît Assou-Ekotto      |     |     |
| VO             | 6  | Alex Song                |     | 79' |
| MD             | 17 | Stéphane Mbia            |     |     |
| ME             | 18 | Eyong Enoh               |     |     |
| MC             | 8  | Benjamin Moukandjo       |     |     |
| MC             | 13 | Eric Maxim Choupo-Moting |     |     |
| AT             | 9  | Samuel Eto'o             |     |     |
| Substituições: |    |                          |     |     |
| ZA             | 5  | Dany Nounkeu             | 77' | 46' |
| AT             | 15 | Pierre Webó              |     | 79' |
|                |    |                          |     |     |
| Treinador:     |    |                          |     |     |
| Volker Finke   |    |                          |     |     |

| Homem do Jogo: Giovani dos Santos (México) Bandeirinhas: Humberto Clavijo Eduardo Díaz Quarto árbitro: Norbert Hauata Quinto árbitro: Aden Marwa |

| 17 de junho   | Brasil | 0 – 0     | México | Arena Castelão, Fortaleza                 |
| 16:00 (UTC−3) |        | Relatório |        | Público: 60 342 Árbitro: TUR Cüneyt Çakır |

| Brasil | México |

| BRASIL:             |    |              |     |     |
|                     |    |              |     |     |
| GR                  | 12 | Júlio César  |     |     |
| LD                  | 2  | Daniel Alves |     |     |
| ZA                  | 3  | Thiago Silva | 79' |     |
| ZA                  | 4  | David Luiz   |     |     |
| LE                  | 6  | Marcelo      |     |     |
| VO                  | 8  | Paulinho     |     |     |
| VO                  | 17 | Luiz Gustavo |     |     |
| MC                  | 16 | Ramires      | 45' | 46' |
| MC                  | 11 | Oscar        |     | 84' |
| AT                  | 10 | Neymar       |     |     |
| AT                  | 9  | Fred         |     | 68' |
| Substituições:      |    |              |     |     |
| AT                  | 20 | Bernard      |     | 46' |
| AT                  | 21 | Jô           |     | 68' |
| MC                  | 19 | Willian      |     | 84' |
| Treinador:          |    |              |     |     |
| Luiz Felipe Scolari |    |              |     |     |

| MÉXICO:        |    |                     |     |     |
|                |    |                     |     |     |
| GR             | 13 | Guillermo Ochoa     |     |     |
| ZA             | 2  | Francisco Rodríguez |     |     |
| ZA             | 4  | Rafael Márquez      |     |     |
| ZA             | 15 | Héctor Moreno       |     |     |
| AD             | 22 | Paul Aguilar        | 59' |     |
| AE             | 7  | Miguel Layún        |     |     |
| VO             | 23 | José Juan Vázquez   | 62' |     |
| MC             | 6  | Héctor Herrera      |     | 76' |
| MC             | 18 | Andrés Guardado     |     |     |
| AT             | 10 | Giovani dos Santos  |     | 84' |
| AT             | 19 | Oribe Peralta       |     | 74' |
| Substituições: |    |                     |     |     |
| AT             | 14 | Javier Hernández    |     | 74' |
| MC             | 8  | Marco Fabián        |     | 76' |
| AT             | 9  | Raúl Jiménez        |     | 84' |
| Treinador:     |    |                     |     |     |
| Miguel Herrera |    |                     |     |     |

| Homem do Jogo: Guillermo Ochoa (México) Bandeirinhas: Bahattin Duran Tarik Ongun Quarto árbitro: Svein Oddvar Moen Quinto árbitro: Kim Haglund |

| 23 de junho   | Croácia     | 1 – 3     | México                                     | Arena Pernambuco, Recife                     |
| 17:00 (UTC−3) | Perišić 87' | Relatório | Márquez 72' · Guardado 75' · Hernández 82' | Público: 41 212 Árbitro: UZB Ravshan Irmatov |

| Croácia | México |

| CROÁCIA:       |    |                 |     |     |
|                |    |                 |     |     |
| GR             | 1  | Stipe Pletikosa |     |     |
| LD             | 11 | Darijo Srna     |     |     |
| ZA             | 5  | Vedran Ćorluka  |     |     |
| ZA             | 6  | Dejan Lovren    |     |     |
| LE             | 2  | Šime Vrsaljko   |     | 58' |
| MC             | 7  | Ivan Rakitić    | 9'  |     |
| MC             | 3  | Danijel Pranjić |     | 74' |
| MD             | 4  | Ivan Perišić    |     |     |
| MA             | 10 | Luka Modrić     |     |     |
| ME             | 18 | Ivica Olić      |     | 69' |
| AT             | 17 | Mario Mandžukić |     |     |
| Substituições: |    |                 |     |     |
| MC             | 20 | Mateo Kovačić   |     | 58' |
| AT             | 16 | Ante Rebić      | 89' | 69' |
| AT             | 9  | Nikica Jelavić  |     | 74' |
| Treinador:     |    |                 |     |     |
| Niko Kovač     |    |                 |     |     |

| MÉXICO:        |    |                     |     |     |
|                |    |                     |     |     |
| GR             | 13 | Guillermo Ochoa     |     |     |
| ZA             | 2  | Francisco Rodríguez |     |     |
| ZA             | 4  | Rafael Márquez      | 39' |     |
| ZA             | 15 | Héctor Moreno       |     |     |
| AD             | 22 | Paul Aguilar        |     |     |
| AE             | 7  | Miguel Layún        |     |     |
| VO             | 23 | José Juan Vázquez   |     |     |
| MC             | 6  | Héctor Herrera      |     |     |
| MC             | 18 | Andrés Guardado     |     | 84' |
| AT             | 10 | Giovani dos Santos  |     | 62' |
| AT             | 19 | Oribe Peralta       |     | 79' |
| Substituições: |    |                     |     |     |
| AT             | 14 | Javier Hernández    |     | 62' |
| MC             | 21 | Carlos Peña         |     | 79' |
| MC             | 8  | Marco Fabián        |     | 84' |
| Treinador:     |    |                     |     |     |
| Miguel Herrera |    |                     |     |     |

| Homem do Jogo: Rafael Márquez (México) Bandeirinhas: Abdukhamidullo Rasulov Bakhadyr Kochkarov Quarto árbitro: Néant Alioum Quinto árbitro: Djibril Camara |

## Segunda fase

### Oitavas de final
| 29 de junho | Países Baixos                         | 2 – 1     | México         | Estádio Castelão, Fortaleza                |
| 13:00       | Sneijder 88' · Huntelaar 90+4' (pen.) | Relatório | dos Santos 48' | Público: 58 817 Árbitro: POR Pedro Proença |

| Países Baixos | México |

| PAÍSES BAIXOS: |    |                     |  |     |
|                |    |                     |  |     |
| GR             | 1  | Jasper Cillessen    |  |     |
| LD             | 12 | Paul Verhaegh       |  | 56' |
| ZA             | 2  | Ron Vlaar           |  |     |
| ZA             | 3  | Stefan de Vrij      |  |     |
| LE             | 5  | Daley Blind         |  |     |
| MC             | 15 | Dirk Kuyt           |  |     |
| MC             | 6  | Nigel de Jong       |  | 9'  |
| MC             | 20 | Georginio Wijnaldum |  |     |
| MA             | 10 | Wesley Sneijder     |  |     |
| AT             | 11 | Arjen Robben        |  |     |
| AT             | 9  | Robin van Persie    |  | 76' |
| Substituições: |    |                     |  |     |
| ZA             | 4  | Bruno Martins Indi  |  | 9'  |
| MC             | 21 | Memphis Depay       |  | 56' |
| AT             | 19 | Klaas-Jan Huntelaar |  | 76' |
| Treinador:     |    |                     |  |     |
| Louis van Gaal |    |                     |  |     |

| MÉXICO:        |    |                            |       |     |
|                |    |                            |       |     |
| GR             | 13 | Guillermo Ochoa            |       |     |
| ZA             | 2  | Francisco Javier Rodríguez |       |     |
| ZA             | 4  | Rafael Márquez             | 90+2' |     |
| ZA             | 15 | Héctor Moreno              |       | 46' |
| MD             | 22 | Paul Aguilar               | 69'   |     |
| ME             | 7  | Miguel Layún               |       |     |
| MC             | 6  | Héctor Herrera             |       |     |
| MC             | 3  | Carlos Salcido             |       |     |
| MC             | 18 | Andrés Guardado            | 90+3' |     |
| AT             | 10 | Giovani dos Santos         |       | 61' |
| AT             | 19 | Oribe Peralta              |       | 75' |
| Substituições: |    |                            |       |     |
| ZA             | 5  | Diego Reyes                |       | 46' |
| MC             | 20 | Javier Aquino              |       | 61' |
| AT             | 14 | Javier Hernández           |       | 75' |
| Treinador:     |    |                            |       |     |
| Miguel Herrera |    |                            |       |     |

| Homem do Jogo: Guillermo Ochoa (Mexico) Bandeirinhas: Bertino Cunha Tiago Trigo Quarto árbitro: Carlos Vera Quinto árbitro: Byron Romero |